# Microstrobilus
Microstrobilus là chi thực vật có hoa trong họ Acanthaceae.